# Dorcopsulus vanheurni
Dorcopsulus vanheurni es una especie de marsupial diprotodonto de la familia Macropodidae. Se encuentra en los bosques secos tropicales de Nueva Guinea Occidental (Indonesia) y Papúa Nueva Guinea. Está amenazado por la pérdida de hábitat.

## Distribución y hábitat
La pequeña dorcopsis es endémica de la isla de Nueva Guinea y está presente en los hábitats de las colinas y las tierras altas en la cadena montañosa central, a altitudes entre 800 y 3.100 metros (2.600 y 10.200 pies). Solía ocurrir en la Cordillera de Schrader, la Cordillera de Hunstein y las Montañas de Torricelli, pero ya no lo hace, y puede que ya no esté presente en la Cordillera de Adelbert . Su hábitat natural son los bosques primarios y secundarios, y los claros del bosque, y a menudo se encuentra cerca de los arroyos. Cada animal tiene un rango de hogar de una a una hectárea y media.

## Uso como alimento
La pequeña dorcopsis es una de las varias especies de animales utilizadas por la gente de Etolo como alimento. Por lo general, se captura en trampas o se toma después de ser derribado por perros de caza. La gente de Etolo cultiva jardines y al momento de preparar y cultivar los cultivos recurre a la captura ya que están demasiado ocupados para ir a cazar. Al final de la temporada de crecimiento, a partir de diciembre, van a cazar y atrapar otros animales con pocos dorcopsis pequeños.